# Blødvinger
Blødvinger (Cantharidae) er en familie af biller, der er nært beslægtet med ildfluer.
Mange af familiens arter findes i Danmark bl.a. gul blødvinge, stor blødvinge og præstebille.

## Klassifikation
Familie: Cantharidae
- Slægt: Cantharis
  - Cantharis fusca (Stor blødvinge)
  - Cantharis livida (Gul blødvinge)
  - Cantharis rustica
- Slægt: Chauliognathus
- Slægt: Malthinus
- Slægt: Malthodes
- Slægt: Podabrus
- Slægt: Podistra
- Slægt: Rhagonycha
  - Rhangonycha fulva (Præstebille)
- Slægt: Silis
- Slægt: Themus